# ایژاز گات تلنت
ایژاز گات تلنت (به انگلیسی: Asia's Got Talent) نسخه منطقه‌ای گات تلنت است که از ای‌ایکس‌ان آسیا پخش می‌شود. این نمایش استعدادی است که خوانندگان، رقصندگان، جادوگران، طنزپردازان و دیگر نوازندگان در هر سنی را با هم برای یک جایزه ۱۰۰٫۰۰۰ دلار وارد رقابت می‌کند و در فصل اول فرصتی برای اجرای در مارینا بی سندز است. این برنامه از ۱۲ مارس ۲۰۱۵ در ۱۵ کشور آسیا آغاز شد.